# Државни службеници Руске Федерације
Државни службеници Руске Федерације (рус. государственные служащие Российской Федерации) грађани су који врше професионалну службу и примају плату из државног буџета у Русији.
Они не улазе у ред државних функционера Руске Федерације.

## Државна служба
Државна служба Руске Федерације је организована у три вида:
- државна грађанска служба;
- војна служба;
- полицијска служба (рус. правоохранительная служба).

Државна грађанска служба се дијели на федералну државну грађанску службу и државну грађанску службу субјеката Руске Федерације. Војна служба и полицијска служба постоје само као видови федералне државне службе.

### Државна грађанска служба
Државна грађанска служба, као вид државне службе, професионална је служба грађана Руске Федерације у цивилним органима законодавне, извршне и судске власти на федералном и регионалним нивоима. Овим грађанима се додјељују класни чинови.

### Војна служба
Војна служба, као вид федералне државне службе, професионална је служба грађана Руске Федерације на војничким дужностима у Оружаним снагама Руске Федерације, другим трупама, војничким (специјалним) формацијама и органима који врше функцију одбране и безбједности државе. Грађани у војној служби су војни службеници (рус. военнослужащие) и њима се додјељују војничка звања.
Одбрана и безбједност државе се налазе у дјелокругу сљедећих органа: Министарство одбране Руске Федерације, Федерална служба безбједности (ФСБ), Федерална служба обезбјеђења (ФСО), Спољнообавјештајна служба (СВР), Министарство Руске Федерације за послове цивилне заштите, ванредне ситуације и отклањање посљедица природних несрећа (МЧС), Министарство унутрашњих послова Руске Федерације (МВД), Федерална служба Руске Федерације за контролу над трговином наркотицима и Главна управа специјалних програма предсједника Руске Федерације.

### Полицијска служба
Полицијска служба, као вид федералне државне службе, професионална је служба грађана Руске Федерације на дужностима полицијске службе у државним органима, службама и установама, а који врше функцију заштите безбједности, законитости и правног поретка, борбе против криминала и заштите права и слобода човјека и грађанина. Овим грађанима се додјељују специјална звања и класни чинови.